# 圣西芒
圣西芒是巴西戈亚斯州的一个市镇。总面积414.055平方公里，总人口15367人，人口密度37.1人/平方公里。